# Поляницы
Поляницы — упразднённая деревня в Тульской области России. Входила в Заокский район. Ныне является урочищем на территории современного муниципального образования Демидовское.

## География
Урочище находится на расстоянии в 48 километрах от города Алексина.

### Часовой пояс
Поляницы, как и вся Тульская область, находятся на часовой зоне МСК (Московское время). Смещение применяемого времени относительно UTC составляет +3:00.

## История
В «Списке населённых мест Тульской губернии по сведениям 1859 года» населённый пункт упомянут как деревня Алексинского уезда, расположенная в 45 вёрстах от уездного города. В деревне насчитывалось 19 дворов и проживало 184 человека (83 мужчины и 101 женщина).
По данным 1926 года, в деревне насчитывалось 41 хозяйство и проживало 227 человек (114 мужчины и 113 женщин). Являлась центром Поляницкого сельсовета.

## Демография
| Численность населения | Численность населения |
| 1859                  | 1926                  |
| --------------------- | --------------------- |
| 184                   | ↗227                  |